# Ruby Payne-Scott
Ruby Violet Payne-Scott (28 de mayo de 1912 - 25 de mayo de 1981) fue una astrónoma australiana, pionera en radioastronomía y radiofísica, siendo la primera radioastrónoma.

## Primeros años
Payne-Scott nació el 28 de mayo de 1912 en Grafton, Nueva Gales del Sur, hija de Cyril Payne-Scott y Amy Neale. Más tarde se mudó a Sídney para vivir con su tía. Asistió a la Escuela Primaria Pública Penrith de 1921 a 1924. Asistió a la Secundaria de Señoritas Cleveland-Street de 1925 a 1926. Completó su escuela secundaria en la Sydney Girls High School. Su diploma escolar contiene notas destacadas en matemática y botánica.
Obtuvo dos becas para cursar estudios terciarios en la Universidad de Sídney, donde estudió física, química, matemática y botánica. Obtuvo un título de Bachelor of Science en física en 1933, un Master of Science en física en 1936, y un Diploma of Education

## Carrera

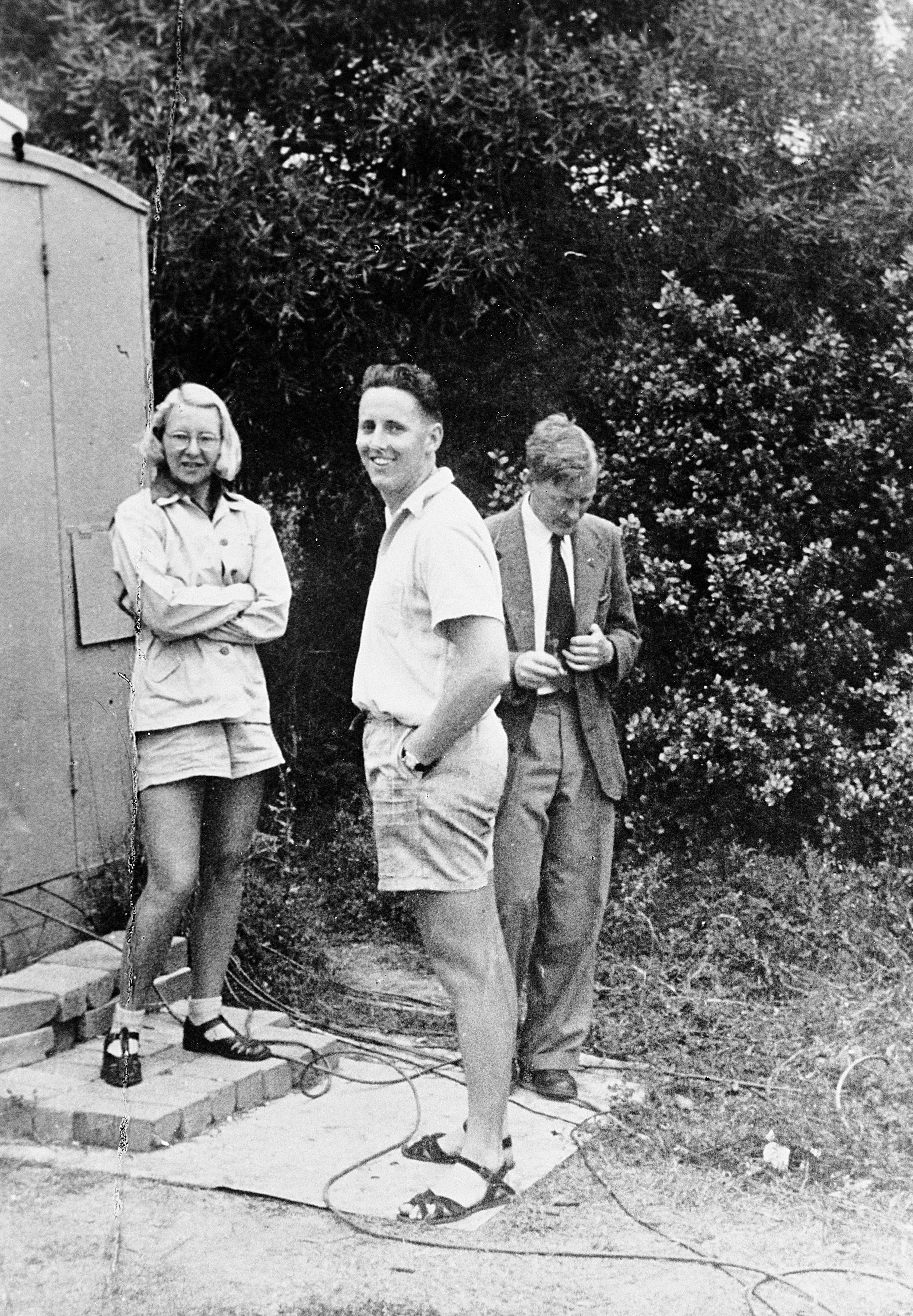
Con Alec Little (en el medio) y "Chris" Christiansen en la estación de radiofísica de Potts Hill, Nueva Gales del Sur, circa 1948

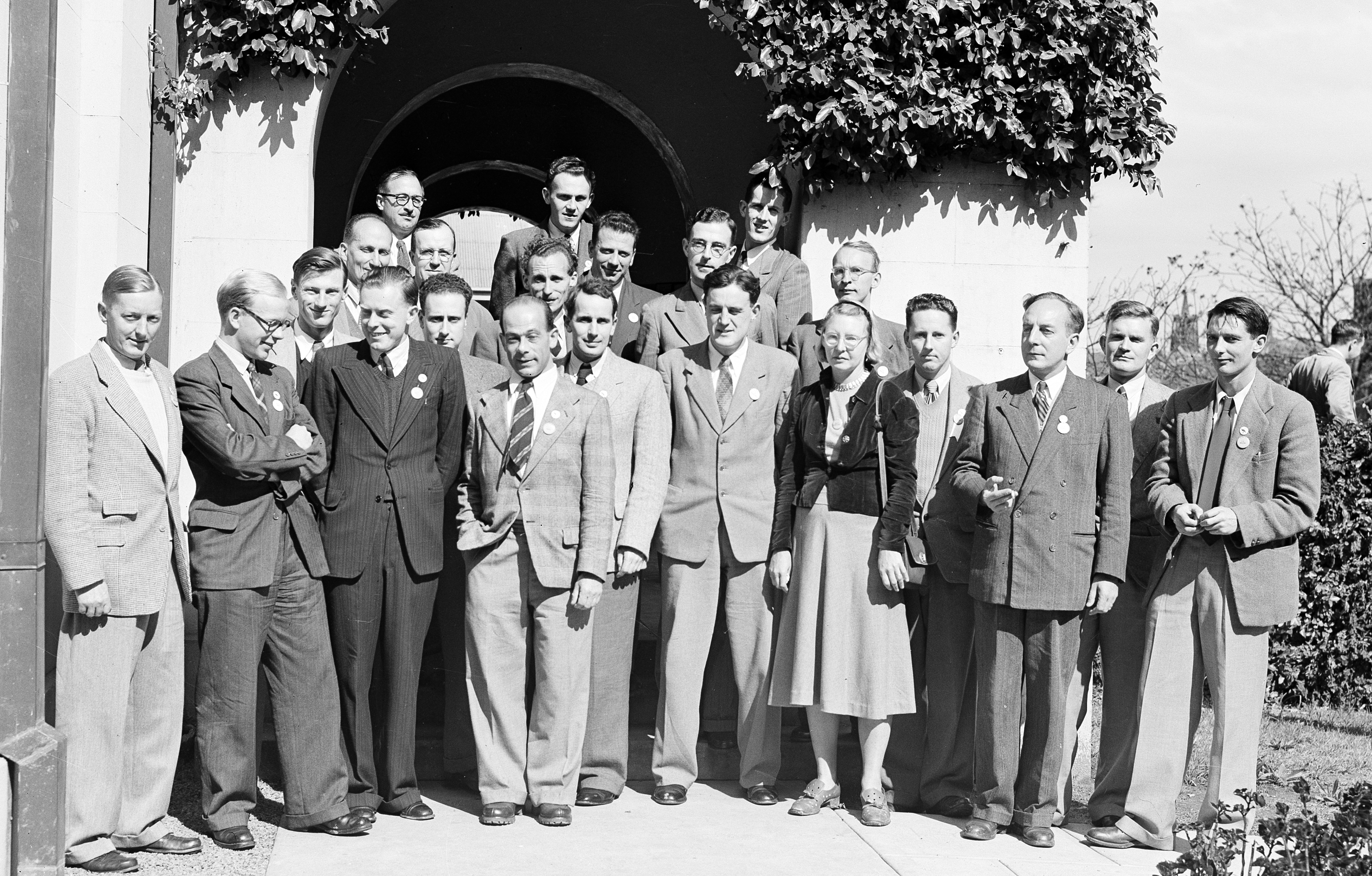
Participantes en la conferencia de la International Union of Radio en la Universidad de Sídney (1952).

En 1936 dirigió investigaciones junto a William H. Love en el Laboratorio de Investigación del Cáncer en la Universidad de Sídney. Probaron que el magnetismo terrestre tiene escasa o nula incidencia en los procesos vitales de los seres vivos a partir de someter a embriones de pollo a campos magnéticos 5.000 veces más potentes. Tiempo atrás existía una extendida creencia de que los campos magnéticos terrestres tenían importantes efectos sobre los seres humanos, y muchas personas sólo dormían con su cabeza apuntando al norte y el cuerpo paralelo al meridiano magnético.
Su carrera alcanzó su cúspide mientras trabajaba para el Commonwealth Scientific and Industrial Research Organisation (en aquella época llamado CSIR, ahora conocido como CSIRO), del gobierno de Australia, en Dover Heights, Hornsby y especialmente en Potts Hill (Sídney). Algunas de sus contribuciones fundamentales a la radioastronomía solar se produjeron en este período. Ella fue quien descubrió las explosiones Tipo I y Tipo III y participó en el reconocimiento de las explosiones Tipo II y IV. Payne-Scott tuvo un papel destacado en la observación de 26 de enero de 1946, cuando el interferómetro de los alcantilados de Dover fue utilizado para determinar la posición y el tamaño angular de una explosión solar.
Durante la Segunda Guerra Mundial trabajó en investigaciones secretas sobre el radar. Se transformó en experta en la detección de aeronaves utilizando pantallas PPI. También fue miembro del Partido Comunista en la misma época y activista por los derechos de la mujer. La Australian Security Intelligence Organisation (ASIO - Agencia Australiana de Seguridad) estaba interesada en Payne-Scott y llevó un registro exhaustivo de sus actividades, con algunas distorsiones.

## Vida personal
Payne-Scott era atea y feminista.
Ruby Payne-Scott y William Holman Hall se casaron en secreto en 1944; en aquel entonces el gobierno de Australia había legislado a favor de una restricción del matrimonio, especificando que las mujeres casadas no podían tener un puesto permanenente en el servicio público. Ella mantuvo su trabajo en el CSIRO durante su matrimonio hasta que, en 1949, surgió el tema y como consecuencia perdió su puesto permanente al año siguiente luego de un extenso intercambio de notas hostiles con Sir Ian Clunies Ross, presidente del CSIRO. A pesar de eso, su salario se mantuvo en el mismo nivel de sus colegas varones. En 1951 renunció pocos meses antes de que naciera su hijo Peter, no existían las licencias por maternidad en esa eṕoca.

## Puestos profesionales
- Miembro investigador, Comité de Investigación del Cáncer, Universidad de Sídney, 1932–35[18]
- Woodlands Church of England Grammar School Glenelg (Adelaide) 1938-1939.
- Ingeniera, AWA Ltd, 1939-41.
- Division de radiofísica, CSIR (actualmente CSIRO), 1941-51.
- Profesora de matemáticas/ciencia, Danebank Church of England School, Sydney, 1963-74.

## Otras lecturas
- Goss, W.M. (Miller); McGee, Richard (2010). Under the Radar: The First Woman in Radio Astronomy: Ruby Payne-Scott (en inglés). Springer. ISBN 978-3642031403.
- Goss, W.M. (Miller) (2013). Making Waves: The Story of Ruby Payne-Scott: Australian Pioneer Radio Astronomer (en inglés). Springer. ISBN 978-3642357510.

- Datos: Q6768943
- Multimedia: Ruby Payne-Scott / Q6768943